# M. G. Pandithan
M. G. Pandithan (* 3. April 1940 in Petaling Jaya; † 30. April 2008 in Kuala Lumpur) war ein indisch-malaysischer Politiker und Präsident der "Indian Progressive Front". Er gehörte dem Parlament an und wurde für Tapah gewählt.

## Karriere
Pandithan wurde am 3. April 1940 als Sohn eines Arbeiters in Petaling Jaya geboren. Er gehörte zunächst dem Malaysian Indian Congress an. Dort wurde er 1977 in das MIC Central Working Committee (CWC) gewählt. 1981 wurde er Vizepräsident der Partei. 1986 wurde er für Tapah in das Parlament gewählt. Nach dem Ausstoß aus dem MIC am 16. Juni 1988, versuchte er erfolglos, der Partei wieder beizutreten und gründete im August 1988 die "Indian Progressive Front". Seine etlichen Versuche seine Partei in die Koalition Barisan Nasional zu bringen, wurden vom MIC-Präsidenten Samy Vellu stets verhindert.
Im Jahre 2006 erkrankte Pandithan an Leukämie. Er starb am 30. April 2008 im Alter von 68 Jahren im "Kuala Lumpur General Hospital" nach langer Krankheit. Er hinterlässt eine Frau und einen Sohn. 
| Personendaten    | Personendaten                  |
| ---------------- | ------------------------------ |
| NAME             | Pandithan, M. G.               |
| KURZBESCHREIBUNG | indisch-malaysischer Politiker |
| GEBURTSDATUM     | 3. April 1940                  |
| GEBURTSORT       | Petaling Jaya                  |
| STERBEDATUM      | 30. April 2008                 |
| STERBEORT        | Kuala Lumpur                   |